# Оласти (Оклахома)
Оласти (енгл. Olustee) град је у америчкој савезној држави Оклахома.

## Демографија
По попису из 2010. године број становника је 607, што је 73 (-10,7%) становника мање него 2000. године.
| Група             | 2000.       | 2010.       |
| Белци             | 407 (59,9%) | 369 (60,8%) |
| Афроамериканци    | 5 (0,7%)    | 4 (0,7%)    |
| Азијати           | 4 (0,6%)    | 2 (0,3%)    |
| Хиспаноамериканци | 223 (32,8%) | 189 (31,1%) |
| Укупно            | 680         | 607         |